# Ruanda nos Jogos Paralímpicos de Verão de 2004
Ruanda participou dos Jogos Paralímpicos de Verão de 2004, que foram realizados na cidade de Atenas, na Grécia, entre os dias 17 e 28 de setembro de 2004.
Esta foi a segunda vez que a Ruanda participa dos Jogos Paralímpicos e pela primeira vez a nação conquista uma medalha (bronze).